# Piekielne wizje (komiks)
Piekielne wizje - tytuł antologii komiksowej na podstawie opowiadań pisarza horrorów Grahama Mastertona. Antologia została wydana w 2003 r. przez wydawnictwo Mandragora.
Antologia składa się z 15 odrębnych nowel (112 stron) zawierających elementy erotyki i horroru. Scenariusz do wszystkich komiksów stworzył Michał Gałek, a okładkę albumu narysował Robert Adler.

## Komiksy i autorzy
- Anaїs (Przemysław Truściński)
- Danie dla świń - (Sławomir Daniec)
- Obecność aniołów (Michał Śledziński)
- Żal (Michał Gałek)
- Dziedzic Dunain (Tomasz Tomaszewski)
- Bestia pośpiechu (Tomasz Minkiewicz)
- Eryk Pasztet (Nikodem Cabała)
- Piekielni sąsiedzi (Mateusz Kołek)
- Lolicia (Michał Janusik)
- Korzeń wszelkiego zła (Krzysztof Ostrowski)
- Gra Bi-Dżing (Rafał Szłapa)
- Apartament ślubny (Krzysztof Korzeniak)
- Skarabeusz z Jajouki (Tomasz Piorunowski)
- Jajko (Rafał Sacha)
- Kobieta w ścianie (Jakub Tulipan)